# Exemplum
Exemplum (ou coleção de exempla ou exemplário) é um gênero didático-literário cultivado na Idade Média. Sua denominação provém da palavra latina para exemplo.
Apesar de existir desde a Antiguidade, seu desenvolvimento se deu principalmente nos meios monásticos entre os séculos XI e XII, especialmente entre os cistercienses. A partir do século XIII, o uso do exemplum se fez massivo. Professores, oradores, moralistas, místicos e predicadores utilizavam todo tipo de relatos para adornar sua exposição. A fim de que suas ideias fossem captadas, se valiam da exemplificação ou ilustração mediante anedotas, fábulas, lendas, etc. Como o define Federico Bravo: Para facilitar a assimilação de um ensinamento, nada como novelizá-lo ideando uma fábula, um relato, uma ficção que ponha em cena e torne tangível o preceito moral ou doutrinal que se pretende inculcar. A esta dupla preocupação obedece um dos gêneros que maior difusão alcançaram na tradição hispánica medieval, o exemplum, modalidade de discurso didático cuja característica mais notável é, precisamente, a de fazer coincidir em uma só duas artes diferentes: a de ensinar e a de contar. .
O autor se permitia tomar exemplos tanto de origem sagrado como profano, de fontes orientais ou ocidentais. A ficção narrativa estava concebida para servir de demonstração a um objetivo moralizante.